# Agrilus betuleti
Agrilus betuleti é uma espécie de inseto do género Agrilus, família Buprestidae, ordem Coleoptera.
Foi descrita cientificamente por Ratzeberg, 1837.